# Smolniki (powiat ostrzeszowski)
Smolniki – wieś w Polsce położona w województwie wielkopolskim, w powiecie ostrzeszowskim, w gminie Grabów nad Prosną.
W latach 1975–1998 miejscowość należała administracyjnie do województwa kaliskiego.
Zobacz też: Smolniki, Smolniki Powidzkie